# Jung Woong-in
Jung Woong-in (정웅인), né le 20 janvier 1971 à Jecheon, est un acteur sud-coréen.

## Filmographie
- 2017 : The Prison
- 2019 : Crazy Romance